# ファインシンター
株式会社ファインシンター（英: Fine Sinter Co.,Ltd.）は、愛知県春日井市に本社を置く自動車用粉末冶金部品を製造、販売するメーカーである。
自動車の他に産業油圧機器、鉄道車両用部品も製造する。

## 主力製品・事業
- 粉末冶金製品
- 焼結ベント
- 油圧機器製品

## 主要事業所
- 本社 - 愛知県春日井市明知町西之洞1189-11
- 春日井工場 - 愛知県春日井市大泉寺町438番地
- 滋賀工場 - 滋賀県愛知郡愛荘町蚊野外10番地2
- 川越工場 - 埼玉県川越市南台一丁目10番地3
- 玉川工場 - 埼玉県比企郡ときがわ町玉川91番地
- 山科工場 - 京都府京都市山科区栗栖野狐塚5番地の1
- 技術開発センター - 愛知県春日井市明知町西之洞1189番地11
- 営業所 - 東京、大阪、名古屋

## 沿革
- 1947年 - 京都市にて日本粉末合金株式会社設立[2]。
- 1950年12月 - 東京都板橋区にて東京焼結金属株式会社設立[1]。
- 1962年6月 - 東京焼結金属株式会社が東京証券取引所第二部に株式を上場[1]。
- 2000年1月 - トヨタ自動車・東京焼結金属・日本粉末合金3社で焼結技術開発センターを開設[1]。
- 2002年
  - 10月 - 東京焼結金属株式会社と日本粉末合金株式会社が合併し、株式会社ファインシンターとして発足[1][2]。
  - 10月 - 株式会社三信（現・ファインシンター三信株式会社）を子会社化[1]。
- 2003年1月 - ISO 14001の認証を取得[1]。温間金型潤滑成形による高強度エンジンスプロケットの生産を開始。
- 2004年1月 - ISO 9001の認証を取得[1]。中国江蘇省無錫市に合弁会社 精密焼結合金(無錫)有限公司を設立。
- 2008年6月 - 本社を愛知県春日井市に移転[1]。
- 2011年3月 - ファインシンター三信株式会社を完全子会社化[1]。
- 2017年4月 - 名古屋証券取引所第二部に株式を上場[1][3]。

## 主要関係会社

### 国内グループ企業
- ファインシンター東北株式会社
- ファインシンター三信株式会社
- ファインシンターエンジニアリング株式会社

### 海外グループ企業
- Thai Fine Sinter Co.,Ltd（TFS）
- American Fine Sinter Co.,Ltd（AFS）
- 精密焼結合金（無錫）有限公司（PSP）